# Schizoporella maulina
Schizoporella maulina är en mossdjursart som beskrevs av Moyano 1983. Schizoporella maulina ingår i släktet Schizoporella och familjen Schizoporellidae. Inga underarter finns listade i Catalogue of Life.